# Agustín Payá

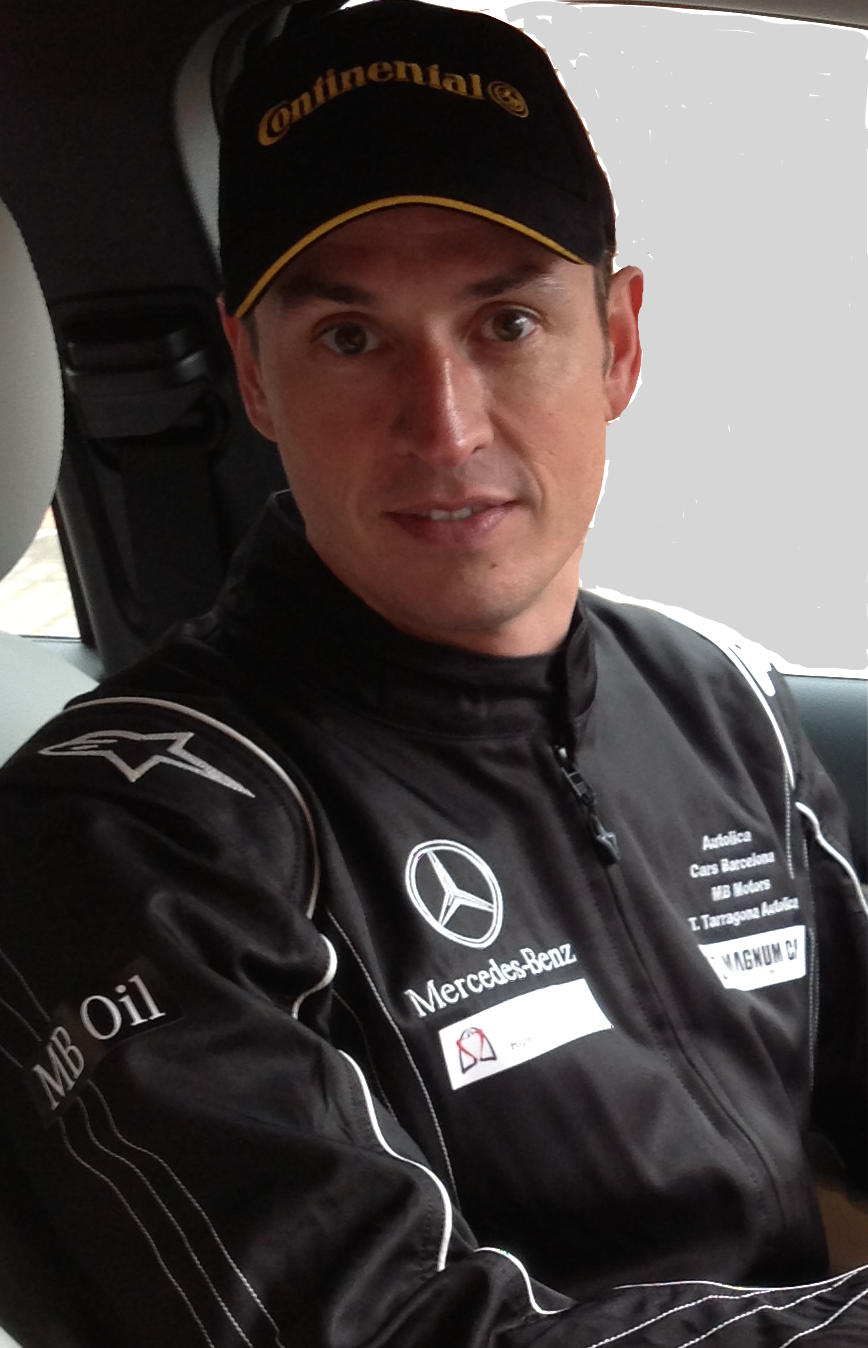
Agustín Payá

Agustín oder Agustí Payá (* 8. Juni 1971 in Barcelona) ist ein spanischer Automobilrennfahrer.
Payá, der seit 1992 Rennen fährt, nahm an einer Vielzahl unterschiedlicher Rennserien teil, wobei er sich auf elektrisch betriebene Rennautos konzentrierte. Über dieses Segment erarbeitete er sich einen Ruf als Rennfahrer für ökologisch ausgelegte Automobilrennen, wie der ersten europäischen Rennserie für Autos mit alternativen Antrieben ECORaces, bei denen er für Mercedes-Benz in einer A-Klasse E-CELL antritt. In dieser Klasse ist Payá sehr erfolgreich und konnte bisher bisher zwei Mal die Electro races Serie gewinnen. Als weiteren Erfolg als Fahrer elektrisch betriebener Autos kann sein europäischer Streckenrekord für Elektroautos gewertet werden, den er 2013 aufstellte. Außerdem nahm Payá als Testfahrer an der Trophée Andros und der Formel 3000 teil.
Payá war eines der 29 Mitglieder des Drivers Club der FIA-Formel-E-Meisterschaft in ihrer ersten Saison 2014/2015 und konnte somit Testfahrten bestreiten. Allerdings konnte Payá keines der zehn Teams überzeugen, sodass er ohne einen Einsatz in der Formel E blieb.